# كيني ويزلي
كيني ويزلي (بالإنجليزية: Kenny Wesley)‏ هو كاتب أغاني وعازف بيانو أمريكي، ولد في القرن العشرين في هونولولو في الولايات المتحدة.

## وصلات خارجية
- الموقع الرسمي
- كيني ويزلي على موقع ميوزك برينز (الإنجليزية)
- كيني ويزلي على موقع ديسكوغز (الإنجليزية)